# 范遹
范遹（？—？），南阳順陽（今河南省淅川县李官桥镇）人，順陽范氏第十二代。北周其間曾任中衞、東平王長史。在東晉時期曾任安北將軍范汪之八世孫。其父范胥為南朝齊國子博士、鄱陽內史。有一兄范迪為中書黃門侍郎、尚書右丞、散騎常侍。范遹文采比范迪差，但經學比范迪好。

## 參看
- 順陽范氏